# Équipe de Belgique de football en 1977
Maillots
Chronologie
Saison précédente Saison suivante
L'équipe de Belgique de football dispute en 1977 les éliminatoires de la Coupe du monde en Argentine.

## Objectifs
Le seul objectif de la saison pour la Belgique est de tenter de se qualifier pour le Mundial en Argentine.

## Résumé de la saison
Après ces deux participations encourageantes à des tournois internationaux, la Belgique entame les qualifications pour la Coupe du monde 1974 avec confiance. Les joueurs terminent invaincus sans encaisser le moindre but mais sont toutefois devancés à la différence de buts par les Pays-Bas, avec qui ils ont partagé deux fois (0-0), et sont donc éliminés alors que les Pays-Bas seront finalistes du Mondial. La Belgique confirme ses bonnes performances lors des éliminatoires de l'Euro 1976, en terminant en tête de leur groupe devant la RDA, la France et l'Islande. Ils sont ensuite sèchement battus par les Pays-Bas en quart de finale (5-0) et (1-2). Les Belges sont une nouvelle fois opposés à leurs voisins bataves lors des qualifications pour la Coupe du monde 1978. Le résultat final est identique, les Néerlandais remportant le groupe haut la main.

## Bilan de l'année
L'objectif est manqué, après la Coupe du monde 1974 et l'Euro 1976, la Belgique est éliminée d'une phase finale pour la troisième fois consécutive par ses voisins bataves, les Pays-Bas derniers et futurs finalistes de la Coupe du monde sont trop forts pour les Diables Rouges qui finissent néanmoins deuxièmes de leur poule.

### Coupe du monde 1978

#### Éliminatoires (zone Europe, Groupe 4)
| Rang | Équipe          | Pts | J | G | N | P | Bp | Bc | Diff |  | Résultats (▼ dom., ► ext.) |     |     |     |     |
| ---- | --------------- | --- | - | - | - | - | -- | -- | ---- |  | -------------------------- | --- | --- | --- | --- |
| 1    | Pays-Bas        | 11  | 6 | 5 | 1 | 0 | 11 | 3  | +8   |  | Pays-Bas                   |     | 1-0 | 2-2 | 4-1 |
| 2    | Belgique        | 6   | 6 | 3 | 0 | 3 | 7  | 6  | +1   |  | Belgique                   | 0-2 |     | 2-0 | 4-0 |
| 3    | Irlande du Nord | 5   | 6 | 2 | 1 | 3 | 7  | 6  | +1   |  | Irlande du Nord            | 0-1 | 3-0 |     | 2-0 |
| 4    | Islande         | 2   | 6 | 1 | 0 | 5 | 2  | 12 | -10  |  | Islande                    | 0-1 | 0-1 | 1-0 |     |

- Sélection qualifiée pour la Coupe du monde 1978

## Les matchs
| Match amical                                                     | Italie                          | 2 - 1   | Belgique        | Stade olympique Rome, Italie                    |                                                 |
| 26 janvier 1977 · 14:30 heure locale · Historique des rencontres | Graziani 24e · Meeuws 77e (csc) | (1 – 0) | Piot 83e (pen.) | Spectateurs : 16 573 Arbitrage : Erich Linemayr | Spectateurs : 16 573 Arbitrage : Erich Linemayr |
| 26 janvier 1977 · 14:30 heure locale · Historique des rencontres | Rapport (RBFA) Rapport          |         |                 | Spectateurs : 16 573 Arbitrage : Erich Linemayr | Spectateurs : 16 573 Arbitrage : Erich Linemayr |

| Coupe du monde 1978 Éliminatoires - Groupe 4                  | Belgique               | 0 - 2   | Pays-Bas             | Bosuilstadion Deurne, Belgique                  |                                                 |
| 26 mars 1977 · 20:00 heure locale · Historique des rencontres |                        | (0 – 1) | Rep 18e · Cruyff 65e | Spectateurs : 48 343 Arbitrage : Sergio Gonella | Spectateurs : 48 343 Arbitrage : Sergio Gonella |
| 26 mars 1977 · 20:00 heure locale · Historique des rencontres | Rapport (RBFA) Rapport |         |                      | Spectateurs : 48 343 Arbitrage : Sergio Gonella | Spectateurs : 48 343 Arbitrage : Sergio Gonella |

| Coupe du monde 1978 Éliminatoires - Groupe 4                      | Belgique                                                       | 4 - 0   | Islande | Stade Emile Versé Anderlecht, Belgique                |                                                       |
| 3 septembre 1977 · 20:00 heure locale · Historique des rencontres | Van Binst 14e · Martens 19e (pen.) · Courant 59e · Lambert 66e | (2 – 0) |         | Spectateurs : 5 807 Arbitrage : Svein-Inge Thime (no) | Spectateurs : 5 807 Arbitrage : Svein-Inge Thime (no) |
| 3 septembre 1977 · 20:00 heure locale · Historique des rencontres | Rapport (RBFA) Rapport                                         |         |         | Spectateurs : 5 807 Arbitrage : Svein-Inge Thime (no) | Spectateurs : 5 807 Arbitrage : Svein-Inge Thime (no) |

| Coupe du monde 1978 Éliminatoires - Groupe 4                     | Pays-Bas               | 1 - 0   | Belgique | Stade olympique Amsterdam, Pays-Bas                |                                                    |
| 26 octobre 1977 · 20:00 heure locale · Historique des rencontres | van de Kerkhof 5e      | (1 – 0) |          | Spectateurs : 62 000 Arbitrage : Patrick Partridge | Spectateurs : 62 000 Arbitrage : Patrick Partridge |
| 26 octobre 1977 · 20:00 heure locale · Historique des rencontres | Rapport (RBFA) Rapport |         |          | Spectateurs : 62 000 Arbitrage : Patrick Partridge | Spectateurs : 62 000 Arbitrage : Patrick Partridge |

| Coupe du monde 1978 Éliminatoires - Groupe 4                      | Irlande du Nord                      | 3 - 0   | Belgique | Windsor Park Belfast, Irlande du Nord           |                                                 |
| 16 novembre 1977 · 14:30 heure locale · Historique des rencontres | Armstrong 42e 70e · McGrath (en) 59e | (1 – 0) |          | Spectateurs : 8 000 Arbitrage : Georges Konrath | Spectateurs : 8 000 Arbitrage : Georges Konrath |
| 16 novembre 1977 · 14:30 heure locale · Historique des rencontres | Rapport (RBFA) Rapport               |         |          | Spectateurs : 8 000 Arbitrage : Georges Konrath | Spectateurs : 8 000 Arbitrage : Georges Konrath |

| Match amical                                                      | Belgique               | 0 - 1   | Italie        | Stade Maurice Dufrasne Liège, Belgique              |                                                     |
| 21 décembre 1977 · 20:00 heure locale · Historique des rencontres |                        | (0 – 0) | Antognoni 74e | Spectateurs : 6 930 Arbitrage : Rudolf Frickel (de) | Spectateurs : 6 930 Arbitrage : Rudolf Frickel (de) |
| 21 décembre 1977 · 20:00 heure locale · Historique des rencontres | Rapport (RBFA) Rapport |         |               | Spectateurs : 6 930 Arbitrage : Rudolf Frickel (de) | Spectateurs : 6 930 Arbitrage : Rudolf Frickel (de) |

## Les joueurs
| Joueurs               | Joueurs           | Amical | QCM 1978 | QCM 1978 | QCM 1978 | QCM 1978 | Amical |
| --------------------- | ----------------- | ------ | -------- | -------- | -------- | -------- | ------ |
| Gardiens de but       |                   |        |          |          |          |          |        |
| Christian Piot        | Standard de Liège | 90     | 90       |          |          |          |        |
| Jean-Marie Pfaff      | SK Beveren-Waes   | r      | r        | 90       | 90       | 90       | 90     |
| Theo Custers          | Royal Antwerp FC  |        |          | r        | r        | r        | r      |
| Défenseurs            |                   |        |          |          |          |          |        |
| Eric Gerets           | Standard de Liège | 90     | r        |          | 90       | 90 43e   | 90     |
| Erwin Vandendaele     | RSC Anderlechtois | 46e    |          |          |          |          |        |
| Hugo Broos            | RSC Anderlechtois | 90     | 90       | 90       | 90       | 90       | 46e    |
| Michel Renquin        | Standard de Liège | 90     | r        |          | 90       | 90       | 90     |
| Walter Meeuws         | K Beerschot VAV   | 46e    | r        | 90       | 90       | 90 61e   | 90     |
| Fons Bastijns         | Club Bruges KV    |        | 90       |          |          |          |        |
| Jos Volders           | Club Bruges KV    |        | 90,      |          |          |          |        |
| Gilbert Van Binst     | RSC Anderlechtois |        |          | 90 ,     | r        |          |        |
| Maurice Martens       | RWD Molenbeek     |        |          | 90       |          |          |        |
| Philippe Garot        | Standard de Liège |        |          | r        |          |          |        |
| Jean Thissen          | RSC Anderlechtois |        |          |          | 62e      |          |        |
| Marc Baecke           | SK Beveren-Waes   |        |          |          |          | r        | 46e    |
| Milieux               |                   |        |          |          |          |          |        |
| François Van Der Elst | RSC Anderlechtois | 90     | 90       | 90       | 62e      |          |        |
| Ludo Coeck            | RSC Anderlechtois | 90     | 90       |          | 90       | 90       | 90     |
| Paul Courant          | Club Bruges KV    | 60e    | 90       | 90       | r        | r        |        |
| Julien Cools          | Club Bruges KV    | 90     | 90       | 90       | 90       | 90       | 90     |
| René Verheyen         | KSC Lokeren       | 60e    | 90       | r        | r        | r        | 65e    |
| Hervé Delesie         | KSV Waregem       | r      |          |          |          |          |        |
| René Vandereycken     | Club Bruges KV    |        |          | 90       | 90       | r        | 46e    |
| Franky Vercauteren    | RSC Anderlechtois |        |          | r        |          | 90       | 46e    |
| Raymond Mommens       | KSC Lokeren       |        |          |          |          | 90       | r      |
| Albert Cluytens       | SK Beveren-Waes   |        |          |          |          |          | 90     |
| Attaquants            |                   |        |          |          |          |          |        |
| Willy Wellens         | RWD Molenbeek     | 90     | 90       | r        |          | 90       |        |
| Dirk Beheydt          | Cercle Bruges KSV | 90,    |          |          |          |          |        |
| Jacques Teugels       | RWD Molenbeek     | r      |          |          |          |          |        |
| Roger Van Gool        | 1. FC Cologne     |        | 46e      |          | 90       |          |        |
| Jan Ceulemans         | K Lierse SK       |        | 46e      | 90       |          | 90       |        |
| Raoul Lambert         | Club Bruges KV    |        |          | 90       | 90       |          |        |
| Hubert Cordiez        | RWD Molenbeek     |        |          |          |          |          | 65e    |
| Guy Dardenne          | RAAL La Louvière  |        |          |          |          |          | 90     |

Un « r » indique un joueur qui était parmi les remplaçants mais qui n'est pas monté au jeu.
1. 1 2 3  Premier but officiel pour le joueur.
2. 1 2 3 4 5 6 7 8  Dernière sélection officielle pour le joueur.
3. 1 2 3 4 5 6 7 8 9 10  Première sélection officielle pour le joueur.

## Aspects socio-économiques

### Couverture médiatique
| Jour de diffusion | Match                      | Compétition    | Diffuseur francophone | Diffuseur néerlandophone |
| ----------------- | -------------------------- | -------------- | --------------------- | ------------------------ |
| 26 janvier 1977   | Italie - Belgique          | Amical         | non diffusé           | non diffusé              |
| 26 mars 1977      | Belgique - Pays-Bas        | Coupe du monde | non diffusé           | non diffusé              |
| 3 septembre 1977  | Belgique - Islande         | Coupe du monde | non diffusé           | non diffusé              |
| 26 octobre 1977   | Pays-Bas - Belgique        | Coupe du monde | RTB                   | BRT                      |
| 16 novembre 1977  | Irlande du Nord - Belgique | Coupe du monde | RTB                   | BRT                      |
| 21 décembre 1977  | Belgique - Italie          | Amical         | non diffusé           | non diffusé              |

Source : Programme TV dans Gazet van Antwerpen.

## Sources

### Archives
1. ↑  (nl) « Concentra online archief », sur krantenarchief.concentra.be, Mediahuis.